# Penelope (Teksas)
Penelope je gradić u američkoj saveznoj državi Teksas. Prema popisu stanovništva iz 2010. u njemu je živjelo 198 stanovnika.